# George Hogg
George Aylwin Hogg (1915, Harpenden, Regne Unit - 22 de juliol de 1945, Lanzhou, Xina) fou un periodista i treballador a internats de la Xina anglès considerat un heroi a Huang Shi. Era anomenat Ho Ke pels seus alumnes.
Nasqué el 1915 al Regne Unit i estudià a l'Escola St. George, situada a Harpenden. Després d'acabar la secundària anà al Wadham College, pertanyent a la Universitat d'Oxford, on es graduà en art.
La tardor del 1937 fou convidat per sa tia Muriel Lester, una activista per la no-violència, a viatjar als Estats Units d'Amèrica i el Japó. L'any següent, 1938, anà a la Xina, concretament a Xangai, on veié la destrucció causada per l'exèrcit japonès el mes de març. A Wuhan conegué a Agnes Smedley i Rewi Alley, i d'allí anà a Yan'an. Veié la resistència anti-nipona i escriví l'assaig I see a new China. S'uní al moviment Gung Ho.
El 1941 Rewi Alley muntà l'internat per a xiquets Escola Bailie, dels quals la majoria eren refugiats, a Shuangshipu que des de l'any 1942 George Hogg acabà dirigint. Adoptà quatre orfes. El 1943 la Segona Guerra Sinojaponesa hi arribà i es mogueren d'allí cap a Shandan, un lloc estudiat per Rewi Alley, arribant després de quatre mesos de viatge ple de patiments.
El 1944 es publicà el seu assaig I see a new China a Londres.
El 1945 morí a causa d'una infecció de tètanus que agafà a través d'una ferida al dit del peu feta el mes de juliol al jugar bàsquet amb els alumnes. Fou enterrat al pati de l'internat de Shandan.
El 1984 s'erigí un monument en homenatge a ell a Shandan.

## Llegat
Es va fer una pel·lícula australiana el 2008 sobre el seu desplaçament amb els xiquets de Huang Shi titulada The Children of Huang Shi.
També es va publicar Ocean Devil. The life and legend of George Hogg (2008), de James MacManus, un llibre de no-ficció biogràfic basat en investigacions sobre la vida de Gearge Hogg.